# Nova Huta, Cemerivți
Nova Huta (în ucraineană Нова Гута) este un sat în comuna Slobidka-Smotrîțka din raionul Cemerivți, regiunea Hmelnîțkîi, Ucraina.

## Demografie
Componența lingvistică a localității Nova Huta
     Ucraineană (100%)
Conform recensământului din 2001, toată populația localității Nova Huta era vorbitoare de ucraineană (100%).